# Masset
Masset es un pueblo canadiense situado en la provincia de Columbia Británica.

## Superficie
Masset tiene una superficie de 20,69 km².

## Demografía
En 2021, tenía 838 habitantes, una densidad poblacional de 40,5 hab./km², y 518 viviendas.